# La Vache spectrale
La Vache spectrale est un tableau réalisé par le peintre espagnol Salvador Dalí en 1928. Cette huile sur contreplaqué surréaliste représente différents animaux fantastiques en bord de mer. Elle est conservée au musée national d'Art moderne, à Paris.